# The Unsinkable Molly Brown (film)
The Unsinkable Molly Brown is een Amerikaanse muziekfilm uit 1964 onder regie van Charles Walters. Het scenario is gebaseerd op het leven van de Amerikaanse vrouwenrechtenactiviste Margaret Brown.

## Verhaal
Molly is als vondeling opgegroeid bij haar pleegvader op het platteland van Colorado. Ze is nu een revuezangeres in een café voor goudzoekers in Leadville. Daar maakt ze kennis met Johnny Brown, de eigenaar van een zilvermijn. Wanneer Johnny op een dag op een rijke goudader stoot, besluiten ze om samen een woning te kopen in Denver. In de hogere kringen van de stad worden Johnny en Molly gezien als parvenu's. Op hun reis door Europa kunnen ze wel vriendschap sluiten met de beau monde. Later wordt Molly bovendien een heldin tijdens de scheepsramp met de Titanic.

## Rolverdeling
| Acteur            | Personage                       |
| ----------------- | ------------------------------- |
| Debbie Reynolds   | Molly Brown                     |
| Harve Presnell    | Johnny J. Brown                 |
| Ed Begley         | Shamus Tobin                    |
| Jack Kruschen     | Christmas Morgan                |
| Hermione Baddeley | Buttercup Grogan                |
| Vassili Lambrinos | Prins Louis de Lanière          |
| Fred Essler       | Baron Karl Ludwig von Ettenburg |
| Harvey Lembeck    | Polak                           |
| Lauren Gilbert    | Mijnheer Fitzgerald             |
| Kathryn Card      | Mevrouw Wadlington              |
| Hayden Rorke      | Malcolm Broderick               |
| Harry Holcombe    | Mijnheer Wadlington             |
| Amy Douglass      | Mevrouw Fitzgerald              |
| George Mitchell   | Monseigneur Ryan                |
| Martita Hunt      | Grootvorstin Elise Lupavinova   |
| Vaughn Taylor     | Mijnheer Cartwright             |
| Anthony Eustrel   | Roberts                         |
| Audrey Christie   | Gladys McGraw                   |
| Grover Dale       | Jam                             |
| Brendan Dillon    | Murphy                          |
| Maria Karnilova   | Daphne                          |
| Gus Trikonis      | Joe                             |

## Prijzen en nominaties
| Jaar | Prijs  | Categorie              | Genomineerde(n)                                                                | Uitslag     |
| ---- | ------ | ---------------------- | ------------------------------------------------------------------------------ | ----------- |
| 1964 | Oscars | Beste actrice          | Debbie Reynolds                                                                | Genomineerd |
| 1964 | Oscars | Beste productieontwerp | George Davis E. Preston Ames Henry Grace Hugh Hunt                             | Genomineerd |
| 1964 | Oscars | Beste camerawerk       | Daniel L. Fapp                                                                 | Genomineerd |
| 1964 | Oscars | Beste kostuumontwerp   | Morton Haack                                                                   | Genomineerd |
| 1964 | Oscars | Beste originele muziek | Robert Armbruster Leo Arnaud Jack Elliott Jack Hayes Calvin Jackson Leo Shuken | Genomineerd |
| 1964 | Oscars | Beste geluid           | Franklin Milton                                                                | Genomineerd |

## Filmmuziek
- Belly Up to the Bar, Boys
- I Ain't Down Yet
- Colorado, My Home
- I'll Never Say No
- He's My Friend
- Johnny's Soliloquy